# Муджассимиты
Муджассими́ты (араб. مجسمة — воплотители, отелесители, корпоралисты) — в исламе общее название последователей различных мировоззренческих школ, представлявших Аллаха в телесном виде. Термин муджассимиты часто употреблялось как синоним мушаббихиты

## Взгляды
Представления муджассимитов о телесности Аллаха были самые разные. Так например, один из основателей шиитской догматики, Хишам ибн аль-Хакам (ум. в 814 г.), определял Аллаха как тело (джисм) обладающее свойством тел (цветом, движением, запахом и т. д.) и ограниченное в трёх измерениях (длина, ширина, высота). Другим муджассимитам было свойственно понимание телесности Аллаха как беспредельное пространство (аль-фада’), в котором пребывают вещи. Третьи муджассимиты признавали бесконечность Аллаха и способность к движению в шести направлениях. Муджассимиты признавали ту или иную форму телесности Аллаха и расходились во мнениях также относительно наличия (количества) у него телесных свойств.